# Yakov Gordin
Iàkov Arkàdievich Gordin (llavors Leningrad, 23 de desembre, 1935), és un escriptor, publicista i prosista soviètic i rus, editor en cap de la revista "Zvezda" (des del 1991, juntament amb A. Iu. Ariev).

## Família i infància
Fill del crític literari Arkadi Moiseevich Gordin i de l'escriptora Marianna Yakovlevna Basina. El besavi, professor de l'escola primària jueva estatal, Anshel Yakerovich (Moishe-Yakerowicz) Ivanter (1844 – després del 1915), va ser ciutadà honorari hereditari de la ciutat de Vílnius. L'avi, Moisei Gavrilovich Gordin (originari de Rezhitsa), era un comerciant de fusta i el primer comerciant gremial de Pskov. El seu oncle, l'enginyer Arnold Moiseevich Gordin (1903-1975), va ser un activista de l'oposició d'esquerres i un pres polític. Un altre oncle, Vladimir Moiseevich Gordin (1906-?), també membre de l'oposició d'esquerres, va ser arrestat el 1933 i posteriorment executat. Tanmateix, l'oncle gran, Alexander Moiseevich Gordin, economista i autor de publicacions sobre temes fiscals, va ser Comissari Popular Adjunt de Finances de l'URSS.
Germà Mikhail Arkadievich Gordin (1941-2018) - erudit literari, historiador, especialista en les obres d'I. A. Krylov, el dramaturg V. A. Ozerov i altres (diversos llibres van ser escrits en col·laboració amb Ya. A. Gordin). Yakov Gordin està casat amb la traductora Natalia Rakhmanova. Fill: Alexey Gordin (nascut el 1963). A l'escola no va estudiar amb diligència, però va llegir molt, es va interessar per la filosofia de Nietzsche, Przybyszewski, D'Annunzio, la novel·la d'Antonovskaya "El gran Mouravi", els herois de Jack London, estava lluny de la política, somiava amb convertir-se en zoòleg i viure al bosc. A 10è de primària, sota la influència de les novel·les històriques de Jan, va començar a escriure una novel·la sobre Tamerlà, de la qual només en van quedar uns quants esbossos.

## Vida i obra
El 1954 es va graduar a l'escola i a la tardor es va presentar voluntàriament a l'oficina de registre i allistament militar; Quan va anar a l'exèrcit, es va endur la Lògica d'Aristòtil: la combinació harmoniosa d'intel·lectualisme i habilitats físiques li semblava "l'única digna".
De 1954 a 1955 va servir al port de Vanino, a l'Extrem Orient, com a cadet a l'escola regimental d'un regiment de fusellers separat de la unitat militar 01106, una unitat de combat amb "exercicis brutals, esforç físic intens i l'autoritat inqüestionable dels comandants". Després de completar l'escola regimental, va ser enviat al recentment format regiment d'enginyers-sapadors. Va ser l'organitzador del Komsomol d'una companyia de sapadors constructors de ponts i comandant d'esquadra. El regiment va ser transferit constantment, i Gordin va ser desmobilitzat el 1956, ja a prop d'Irkutsk. Considera que la seva experiència a l'exèrcit és la més important tant per als seus futurs estudis d'història russa com per al desenvolupament de la seva pròpia personalitat.
Va estudiar a la Facultat de Filologia de la Universitat de Leningrad, però no es va graduar. Després de completar els cursos per a tècnics de geofísica a l'Institut de Recerca de Geologia Àrtica, va treballar en geologia durant cinc anys i va participar en una expedició a Verkhoyanye (Iacútia del Nord).
Les primeres publicacions de poemes van ser als almanacs "Jove Leningrad" el 1964 i el 1965. El primer article crític de Gordin, "Sobre el vers viu i el mort", va ser publicat a l'almanac "Jove Leningrad" el 1965. El 1972, es va publicar el llibre de poemes "Espai". Des de 1967, ha publicat articles crítics a les revistes Novy Mir, Voprosy Literatury, Zvezda, Neva, a Literaturnaya Gazeta i altres publicacions periòdiques.
El 1968 va signar una carta de suport a Sinyavsky i Daniel, i després va signar una carta de protesta sobre el judici de Ginzburg i Galanskov. Després d'això, les seves obres no es van publicar durant un cert temps; es va veure obligat a publicar-les sota els noms dels seus amics.
El gènere principal de l'obra de Gordin des de mitjans dels anys setanta. (el llibre "14 de desembre" es va publicar el 1973) és ficció històrica amb una sòlida base documental, així com assajos sobre temes històrics. El 2004, es va convertir en l'autor i presentador d'una sèrie documental de televisió de 12 capítols sobre duels entre nobles russos, "Hi ha èxtasi a la batalla", al canal de televisió Kultura.
El 2001, va signar una carta en defensa del canal de televisió NTV.
Els llibres de Yakov Gordin han estat traduïts al castellà, al turc, a l'ucraïnès i al francès.

## Ressenyes
Filòleg, estudioso literari, crític literari i historiador cultural A. L. Zorin sobre el llibre de Ya. Gordin “Místics i guardians. El mite de la conspiració maçònica”. (Sant Petersburg, 1999).
| « | "La lògica i la mecànica de l'aparició, el desenvolupament i la propagació de les psicosis socials encara no han estat prou estudiades per la nostra ciència històrica. Ya. Gordin, recorrent a la història del mite de la conspiració maçònica mundial, elimina una bretxa extremadament important: la rellevància d'aquest tema per a la consciència pública russa moderna també és més que òbvia. Per la seva anàlisi, Ya. Gordin utilitza documents d'arxiu de primera classe, que ha introduït en gran mesura en la circulació científica per primera vegada." | » |

Professor, candidat a ciències filològiques A. V. Korotkov sobre el llibre "Els camins que escollim o córrer en cercles. De Pere I Romanov a Boris Ieltsin" (Sant Petersburg, 2006).
| « | "«El principal mèrit del llibre de Gordin és la posició equilibrada i ferma d'un erudit-historiador que no cedeix a la conjuntura política i no es basa en mites polítics en la seva obra. Les previsions i avaluacions de Gordin, fins i tot les de llarga durada, es van fer realitat amb la precisió que és el límit de la previsió sociopolítica. (…)» El llibre de Ya. Gordin demostra que en la història política de Rússia no són els fenòmens els que es repeteixen, sinó les entitats." | » |

A. S. Nemzer, historiador literari, crític literari, professor a l'Escola Superior d'Economia sobre el llibre “Alexei Ermolov. El soldat i el seu imperi” (Sant Petersburg, 2012).
| « | "«La posició de Gordin és important. El que és important és el seu llarg pensament, construint llibre rere llibre. La seva amplitud espiritual, que protegeix contra l'encanteri maligne fins i tot de les idees i herois preferits, amplia els horitzons semàntics molt més enllà de la trama específica i suggereix persistentment la correlació dels diferents llibres de Gordin. (...) Per això és tan significatiu (i no només per a l'autor) dedicar l'obra fonamental sobre Yermolov a la memòria de Yuri Davydov, Yuri Ovsyannikov, Stanislav Rassadin, Andrei Tartakovsky, Nathan Eidelman.» | » |

N. N. Podosokorsky, candidat a Ciències Filològiques, historiador cultural, investigador sènior al Centre de Recerca "F. M. Dostoievski i la Cultura Mundial" IMLI RAS sobre el llibre "Tsar i Déu. Pere el Gran i la seva utopia".
| « | "«Yakov Gordin sap crear magistralment llenços històrics i literaris, la familiaritat amb els quals sempre és útil per a la ment i el cor.»" | » |

## Crítica
Historiador i escriptor, erudit de Pushkin N. Ya. Eidelman va publicar una ressenya de la primera edició del llibre de Gordin "Esdeveniments i gent del 14 de desembre", on, en particular, afirmava: "L'obra de Ya. A. Gordin sembla ser un estudi innovador. Està plena de fets i observacions importants. Ofereix un model enginyós i ben pensat dels esdeveniments, que obre perspectives per a noves investigacions interessants sobre el primer aixecament revolucionari a Rússia".
L'historiador desembrista Vladimir Fedorov, a la seva monografia "Els desembristes i el seu temps", qualifica Gordin d'"escriptor" i assenyala que el seu llibre "La revolta dels reformadors" conté "diverses disposicions controvertides". L'historiador i especialista del segle XVIII Alexander Kamensky, a la seva monografia "De Pere I a Pau I: Reforms a Rússia al segle XVIII", qualifica Gordin de "literador" i creu que el seu llibre "Entre l'esclavitud i la llibertat" està ple d'"afirmacions molt polèmiques i sovint no provades".

## Llibres
- Espai. Llibre de poemes. — L: Escriptor soviètic, 1972.
- Que tothom faci el seu deure. — M: Literatura infantil, 1979.
- Teatre Ivan Krílov. (conjuntament amb M. Gordin). — L: Art, 1983.
- Les tres guerres de Benito Juárez. - M.: Editorial Política, 1985.
- Esdeveniments i persones del 14 de desembre. — M.: Rússia Soviètica (editorial), 1985.
- El dret a duel: una novel·la en documents i debats. — L.: Escriptor soviètic, 1989.
- Revolta dels reformistes. — L.: Lenizdat, 1989.
- Lev Tolstoi i la història russa. — Nova York: The Hermitage, 1992.
- Duel rus. — Sant Petersburg: Petropol, 1993.
- Duels i duelistes: Panorama de la vida al capital. — Sant Petersburg: Fons Pushkin, 1996.
- Místics i guardians. El cas de la conspiració maçònica. — Sant Petersburg: Fons Pushkin, 1999
- En memòria de l'ocell. Llibre de poemes. — Sant Petersburg: Fons Pushkin, 1999
- Caucas: terra i sang. Rússia a la Guerra del Caucas del segle XIX. — Sant Petersburg: Revista "Zvezda", 2000.
- Crida de llista a la foscor. Joseph Brodsky i els seus interlocutors. — Sant Petersburg: Fons Pushkin, 2000. ISBN 5-89803-052-2.
- Atlàntida caucàsica. 300 anys de guerra, Vremya, 2001.
- Via Crucis dels Vencedors. — Sant Petersburg: Fons Pushkin, 2003.
- Cap a l'Estíxid. Gran necrològica. — M.: New Literary Review (editorial), 2005.
- Entre l'esclavitud i la llibertat: 19 de gener - 25 de febrer de 1730: Un noble rus davant la història. — Sant Petersburg: Editorial de la Fundació Pushkin, 2005.
- Caça d'homes llop. Contes, obra de teatre — Sant Petersburg: Editorial de la revista "Zvezda", 2006. ISBN 5-94214-078-2
- Els camins que escollim, o córrer en cercles. De Pere I Romanov a Boris Ieltsin. — SPb.: Editorial de la revista «Nestor», 2006. ISBN 5-94214-078-2
- La història de la gran utopia. El pensament i el destí de Lev Tolstoi. — SPb.: Editorial de la revista «Zvezda», 2008. ISBN 5-7439-0119-7
- Cavaller i mort, o la vida com a pla: sobre el destí de Joseph Brodsky, Vremya, 2010.
- Ermòlov. — M.: Molodaya Gvardiya, 2012. — (The Life of Remarkable People). — ISBN 978-5-235-03538-6.
- Duel rus. Filosofia, ideologia, pràctica. - Sant Petersburg: Vita Nova, 2014. ISBN 978-5-6045928-0-9
- Alexey Ermolov. El soldat i el seu imperi. - Sant Petersburg: Vita Nova, 2012. - ISBN 978-5-93898-405-9.
- Nicolau I sense retocs. Documents amb comentaris. — SPb.: Àmfora, 2013. ISBN 978-5-367-02625-2
- El meu exèrcit. — M.: New Literary Review (editorial), 2020. — ISBN 978-5-4448-1180-1.
- Poble rus i el Caucas. 300 anys de guerra i pau. — SPb.: IG Lenizdat, 2021. ISBN 978-5-6045044-8-2
- Decembristes. Revolta dels reformistes. Edició complementada i corregida. SPb.: Lenizdat, 2023. ISBN 978-5-6045044-7-5
- Rei i Déu. Pere el Gran i la seva utopia. - Sant Petersburg: Vita Nova, 2024. ISBN 978-5-93898-824-8
- Puixkin. Brodski. Imperi i Destí. 2 vol. - M.: Vremya, 2024. ISBN 978-5-9691-2467-7

## Reconeixements
- Diploma Honorífic de l'Assemblea Legislativa de Sant Petersburg (7 de setembre de 2005) - per la seva destacada contribució personal al desenvolupament de la cultura i la literatura a Sant Petersburg i en relació amb el 70è aniversari del seu naixement.[18]
- Els llibres de Gordin van ser guardonats amb el Premi Northern Palmyra (2000) i el Premi d'Art Tsarskoye Selo (2001).
- Membre de ple dret (acadèmic) de l'Acadèmia Internacional de Ciències Adyghe (Circassiana) (des del 2011)[19]
- Premiat del Concurs Professional de Periodistes de Sant Petersburg i la Regió de Leningrad "PLOMA D'OR" en la nominació "Per la seva contribució al desenvolupament del periodisme" (2018)[20]
- Guanyador del premi anual de publicació de llibres "Bookworm" (2019)[21]
- Premi d'Art Tsarskoie Selo (2023).[22]
- Premi D.S. Likhachev (2024).
- Professor honorari de l'Acadèmia Humanitària Cristiana Russa que porta el nom de F. M. Dostoievski (des del 2024).[23]